# Gustav Feckert

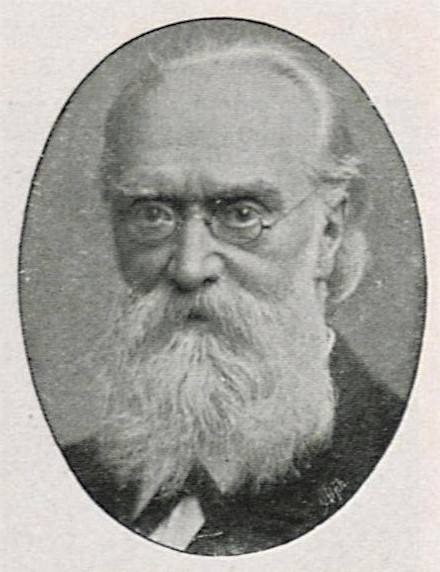
Gustav Feckert, undatierte Fotografie

Gustav Heinrich Gottlob Feckert (* 3. März 1820 in Cottbus; † 5. Oktober 1899 in Berlin) war ein deutscher Maler und Lithograf.

## Leben
1836 wurde Feckert mit 16 Jahren Schüler von Albert Rémy an der Akademie in Berlin. Neben der dort allgemein üblichen Ausbildung spezialisierte sich Feckert dabei schon bald auf Lithografien. Seine ersten Erfolge waren Kopien von Werken von Carl Joseph Begas, Eduard Magnus, Franz Xaver Winterhalter u. v. a.
Bekannt wurde Feckert aber auch durch seine Ölbilder; darunter auch viele Porträts. Nach einigen Versuchen in Pastellen und Aquarellen kehrte Feckert wieder zu seiner Domäne – der Lithografie – zurück.
1869 nahm ihn die Preußische Akademie der Künste zu Berlin, Sektion für Bildende Kunst, als Mitglied auf.
Im Alter von 79 Jahren starb Gustav Feckert 1899.
Gerade das künstlerische Werk Feckerts brachte der Lithografie in Deutschland einen großen Aufschwung. Genau bis in die Details, strahlen seine Blätter eine Vollkommenheit aus und lassen dennoch eine Lebendigkeit nicht vermissen.

## Werke (Auswahl)
- Die slawischen Musikanten (nach Louis Gallait)
- Das Porträt Ravenés (nach Ludwig Knaus)
- Der ertrunkene Sohn des Fischers (nach Henry Ritter)
- Das Familienglück (nach Eduard Meyerheim)
- Die schlesischen Weber (nach Carl Hübner)
- Der Witwe Trost (nach Rudolf Jordan)
- Die Übergabe der Augsburgischen Konfession (nach Friedrich Martersteig)

## Auszeichnungen
- 1855: Mansion Honorable, Paris
- 1857: Kleine Goldene Medaille, Berlin
- 1860: Kleine Goldene Medaille, Köln
- 1876: Zweite Medaille, München